# Atarba (Atarba) bifurcula
Atarba (Atarba) bifurcula is een tweevleugelige uit de familie steltmuggen (Limoniidae). De soort komt voor in het Neotropisch gebied.